# アルバート・ウィリアム・スティーブンス
アルバート・ウィリアム・スティーブンス（Albert William Stevens、1886年3月13日 - 1949年3月26日）はアメリカ陸軍の将校で、気球乗りである。1935年、オービル・A・アンダーソンと気球の高度記録を樹立した。
メイン州のベルファストで生まれた。気球からの空中写真の撮影を行い、1930年の南アフリカでの飛行では初めて地平線が湾曲しているのがわかる写真をとった。しばしば遠距離がはっきり写るように赤外線フィルムを用いて撮影した。
1932年にはアメリカ陸軍航空隊のチャールズ・D・マカリスターとともに、日食時に飛行し、地上に落ちる月の影の写真を撮影した。

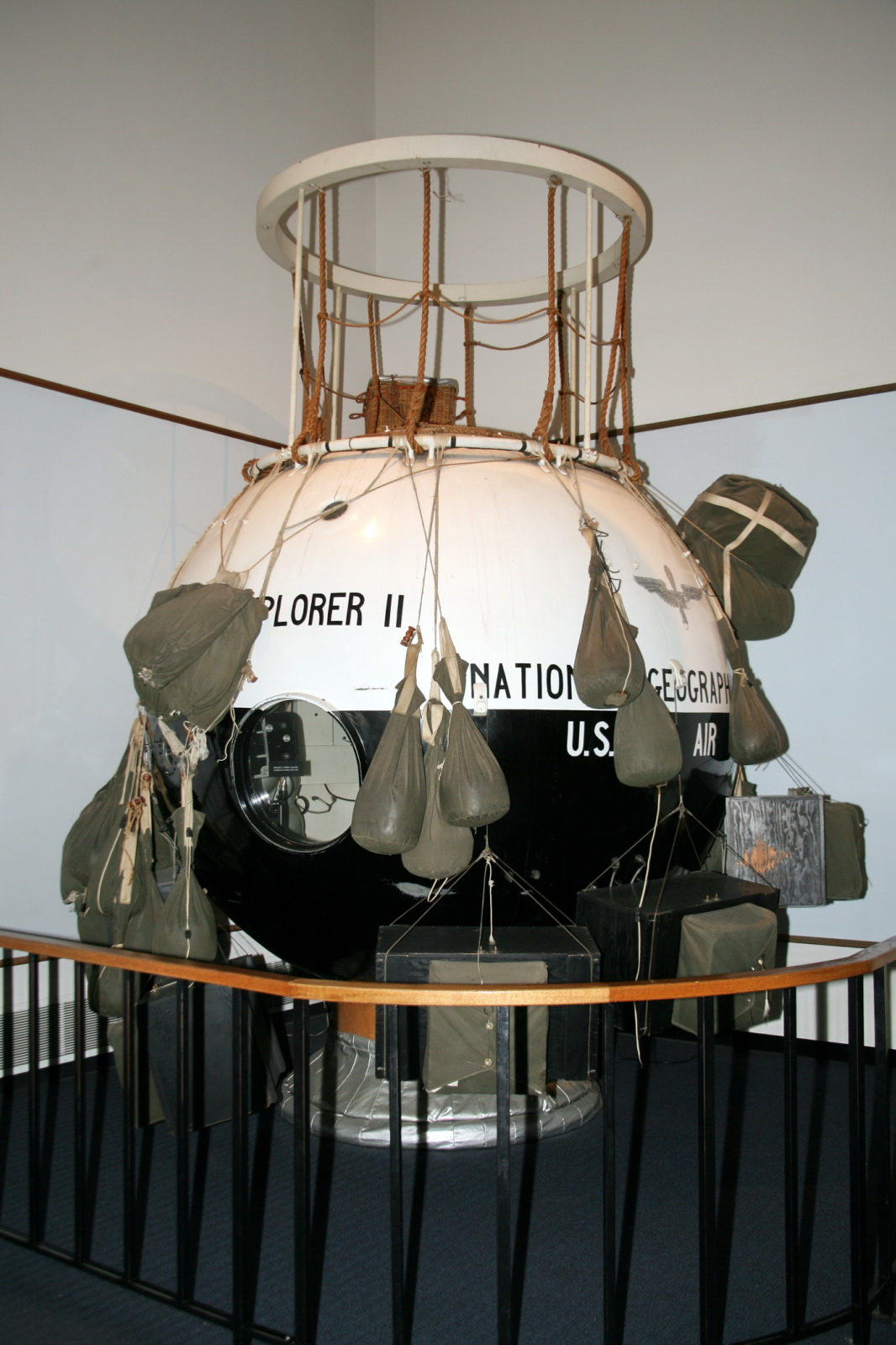
Explorer II gondola in the National Air and Space Museum.

1935年11月11日、陸軍航空隊のオービル・A・アンダーソン（Orvil A. Anderson）とともに、密閉気球、「エクスプローラII」号で20,000人の観衆に見守られ、NBCの実況放送が行われるなかで、高度記録22,065mを樹立した。1956年にモートン・L・ルイスと、マルコム・ロスに更新されるまで21年間、気球の最高到達高度記録であった。